# Tianya
Tianya (en chino simplificado, 天涯区; pinyin, Tiānyá qū) es un distrito urbano bajo la administración directa de la ciudad-prefectura de Sanya. Se ubica en la provincia isleña de Hainan, extremo sur de la República Popular China. Su área es de 944 km² y su población total para 2018 fue cercana a los 300 mil habitantes.

## Administración
Desde 2015, el distrito de Tianya está formado por 45 aldeas.